# 中郷村 (愛知県)
中郷村（なかごうむら）は、かつて愛知県碧海郡にあった村である。
現在の岡崎市西部（富永町・新堀町・昭和町・大和町など）に該当する。

## 歴史
- 1878年（明治11年） - 新堀村と八村が合併し、新堀村となる。
- 1889年（明治22年）10月1日 - 坂戸村、西牧内村、池端村、小望村、島村、桑子村、館出村、富永村、新堀村が合併し、中郷村が発足。
- 1906年（明治39年）5月1日 - 矢作町、本郷村、渡村、長瀬村、志貴村、志賀須香村と合併し、矢作町発足。同日中郷村は廃止。